# Ptychohyla sanctaecrucis
Ptychohyla sanctaecrucis es una especie de Anura de la familia Hylidae, género Ptychohyla. Es endémico del occidente de Guatemala. La especie esta amenazada por destrucción de hábitat, contaminación del agua, y posiblemente por los efectos de la quitridiomicosis.

## Distribución y hábitat
Fue únicamente encontrado en la Sierra de Santa Cruz, departamento de Izabal en el oriente de Guatemala.  
Su hábitat natural se compone de bosque húmedo subtropical donde vive en la cercanía de cursos de agua. Su distribución altitudinal oscila entre 366 y 1150 m s. n. m.